# Мизенбёк, Геро
Геро Андреас Мизенбёк (нем. Gero Andreas Miesenböck; род. 15 июля 1965, Браунау-ам-Инн, Австрия) — британский нейробиолог, пионер оптогенетики.
Член Лондонского королевского общества (2015) и АМН Великобритании (2012), Германской АН Леопольдины (2016), членкор Австрийской АН (2014), иностранный член НАН США (2025). Именной профессор (Waynflete Professor of Physiology) Оксфордского университета и фелло Magdalen College, Oxford.
В 2002 году установил принципы оптогенетического контроля.
Clarivate Citation Laureate (2019).
Изучал медицину в Инсбрукском университете. C 1992 по 1998 год являлся постдоком в Memorial Sloan Kettering Cancer Center (Нью-Йорк). Работал в последнем, а также в Йельском университете, после чего с 2007 года в Оксфорде. Директор-основатель его CNCB, поддержанного Strategic Award от Wellcome Trust и Gatsby Charitable Foundation. Член EMBO (2008) и Европейской академии (2017).

## Награды и отличия
- Beckman Young Investigators Award[англ.] (2001)
- Bayliss-Starling Prize Lecture, Physiological Society[англ.] (2009)
- InBev-Baillet Latour Health Prize[англ.] (2012)[12]
- Brain Prize (2013)[13]
- Gabbay Award[англ.] (2013, совместно с К. Дейссеротом и Э. Бойденом)[11]
- Kulturpreis des Landes Oberösterreich[нем.] (2014)
- Heinrich Wieland Prize[англ.] (2015)
- BBVA Foundation Frontiers of Knowledge Award (2015, совместно с Э. Бойденом и К. Дейссеротом)[14]
- Премия Мэссри (2016, совместно с К. Дейссеротом и П. Хегеманом)[15]
- Медаль Вильгельма Экснера одноимённого фонда (2016)
- Почётный доктор дублинского Тринити-колледжа (2017)[16]
- Премия Румфорда Американской академии искусств и наук (2019)
- Warren Alpert Foundation Prize[нем.] (2019)
- Clarivate Citation Laureate (2019)
- Премия Шао (2020)
- Премия Луизы Гросс Хорвиц (2022)
- Премия Японии (2023)